# Shangri-La
Xangrilá (em inglês, Shangri-La), da criação literária do inglês James Hilton, Horizonte Perdido (em inglês Lost Horizon) de 1933, é descrito como um lugar paradisíaco situado nas montanhas do Himalaia, sede de panoramas maravilhosos e onde o tempo parece deter-se em ambiente de felicidade e saúde, com a convivência harmoniosa entre pessoas das mais diversas procedências. [carece de fontes?]
Shangri-La será sentido pelos visitantes ou como a promessa de um mundo novo possível, no qual alguns escolhem morar, ou como um lugar assustador e opressivo, do qual outros resolvem fugir. O romance inspira duas versões cinematográficas nas décadas seguintes (em 1937 e 1973).[carece de fontes?]
No mundo ocidental, Shangri-La é entendido como um paraíso terrestre oculto.